# Маццителли, Лука
Лу́ка Мацците́лли (итал. Luca Mazzitelli; род. 15 ноября 1995, Рим) — итальянский футболист, центральный полузащитник клуба «Комо».

## Клубная карьера

### «Рома» и аренды
Маццителли — воспитанник клуба «Рома». Он дебютировал в Серии А 18 мая 2014 года в гостевом проигрышном матче против «Дженоа» (0:1).
10 июля 2015 года Маццителли был отдан в аренду в «Брешию» для получения игрового времени. Опыт Маццителли в «Брешии» оказался успешным, поскольку он был основным центрального полузащитником с самого начала сезона. Затем он смог показать отличную игру на поле и привлёк внимание клубов высшего дивизиона.

### «Сассуоло» и аренды
1 февраля 2016 года «Сассуоло» подтвердил покупку Маццителли у «Ромы» за 3,5 миллиона евро, однако игрок уйдёт в аренду в «Брешию» до 30 июня 2016 года.
17 мая 2016 года председатель правления «Сассуоло» Джованни Карневали подтвердил, что Маццителли войдет в основной состав «Сассуоло» в сезоне 2016/2017.
6 июля 2018 года Маццителли был отдан в аренду в «Дженоа» до 30 июня 2019 года с правом выкупа.
15 января 2020 года на правах аренды присоединился к клубу Виртус Энтелла из Серия B до конца сезона 2019/2020. При выполнении определенных условий «Энтелла» будет обязана выкупить его права по окончании аренды.
25 сентября 2020 года на правах аренды перешёл в клуб «Пиза» из Серии B с обязательством выкупа.

### «Монца»
9 июля 2021 года подписал четырёхлетний контракт с клубом «Монца» из Серии B. Дебют состоялся 11 сентября в матче чемпионата против СПАЛ (1:1). 28 октября в выездном матче против «Виченцы» (1:1) Маццителли забил свой первый гол за «Монцу».

### «Фрозиноне»
23 августа 2022 года Маццителли был отправлен в аренду сроком на один год во «Фрозиноне» с условным обязательством выкупа. 3 февраля 2025 года он вернулся в «Сассуоло» на правах аренды.

## Карьера за сборную
24 марта 2016 года Маццителли дебютировал в составе сборной Италии до 21 года в отборочном матче против сборной Ирландии.

## Клубная статистика
| Клуб                    | Сезон      | Лига       | Лига  | Лига | Кубок Италии | Кубок Италии | Континент | Континент | Другое | Другое | Итог  | Итог |
| Клуб                    | Сезон      | Дивизион   | Матчи | Голы | Матчи        | Голы         | Матчи     | Голы      | Матчи  | Голы   | Матчи | Голы |
| ----------------------- | ---------- | ---------- | ----- | ---- | ------------ | ------------ | --------- | --------- | ------ | ------ | ----- | ---- |
| Рома                    | 2013/14    | Серия A    | 1     | 0    | 0            | 0            | —         | —         | —      | —      | 1     | 0    |
| Рома                    | 2014/15    | Серия A    | —     | —    | —            | —            | —         | —         | —      | —      | 0     | 0    |
| Рома                    | 2015/16    | Серия A    | —     | —    | —            | —            | —         | —         | —      | —      | 0     | 0    |
| Рома                    | Итог       | Итог       | 1     | 0    | 0            | 0            | 0         | 0         | 0      | 0      | 0     | 0    |
| Зюйдтироль (аренда)     | 2014/15    | Лига Про   | 24    | 1    | 2            | 0            | —         | —         | —      | —      | 26    | 1    |
| Брешиа (аренда)         | 2015/16    | Серия B    | 36    | 5    | 2            | 0            | —         | —         | —      | —      | 38    | 5    |
| Сассуоло                | 2016/17    | Серия A    | 17    | 1    | 1            | 0            | 5         | 0         | —      | —      | 23    | 1    |
| Сассуоло                | 2017/18    | Серия A    | 20    | 0    | 3            | 0            | —         | —         | —      | —      | 23    | 0    |
| Сассуоло                | 2018/19    | Серия A    | —     | —    | —            | —            | —         | —         | —      | —      | 0     | 0    |
| Сассуоло                | 2019/20    | Серия A    | 1     | 0    | 1            | 0            | —         | —         | —      | —      | 2     | 0    |
| Сассуоло                | 2020/21    | Серия A    | —     | —    | —            | —            | —         | —         | —      | —      | 0     | 0    |
| Сассуоло                | Итог       | Итог       | 38    | 1    | 5            | 0            | 5         | 0         | 0      | 0      | 48    | 1    |
| Дженоа (аренда)         | 2018/19    | Серия A    | 10    | 0    | 1            | 0            | —         | —         | —      | —      | 11    | 0    |
| Виртус Энтелла (аренда) | 2019/20    | Серия B    | 18    | 3    | 0            | 0            | —         | —         | —      | —      | 18    | 3    |
| Пиза (аренда)           | 2020/21    | Серия B    | 34    | 5    | 2            | 0            | —         | —         | —      | —      | 36    | 5    |
| Монца                   | 2021/22    | Серия B    | 28    | 2    | 0            | 0            | —         | —         | 3      | 0      | 31    | 2    |
| Фрозиноне (аренда)      | 2022/23    | Серия B    | 25    | 3    | 0            | 0            | —         | —         | —      | —      | 25    | 3    |
| Фрозиноне               | 2023/24    | Серия A    | 29    | 5    | 3            | 0            | —         | —         | —      | —      | 32    | 5    |
| Фрозиноне               | Итог       | Итог       | 54    | 8    | 3            | 0            | 0         | 0         | 0      | 0      | 57    | 8    |
| Комо                    | 2024/25    | Серия A    | 11    | 1    | 1            | 0            | —         | —         | —      | —      | 12    | 1    |
| Общий итог              | Общий итог | Общий итог | 254   | 26   | 16           | 0            | 5         | 0         | 3      | 0      | 278   | 26   |

1. ↑  Матчи в Лиге Европы
2. ↑  Матчи в плей-офф

## Достижения

### Индивидуальные
- Лучший гол месяца Серии A: октябрь 2024[15]